# Kanton Tuzla
Der Kanton Tuzla (bosnisch Tuzlanski Kanton, bis 1999 Tuzlansko-podrinjski Kanton, „Kanton Tuzla-Podrinje“) ist einer der Kantone der Föderation Bosnien und Herzegowina. Seinen Namen hat er von seiner Hauptstadt Tuzla.
Er hat eine Fläche von 2.649 km² und ist mit etwa 445.000 Einwohnern der bevölkerungsreichste Kanton der Föderation sowie einer von fünf mehrheitlich bosniakisch bewohnten Kantonen.

## Gemeinden
Der Kanton besteht aus 13 Gemeinden (Einwohnerzahlen 2013)
- Banovići 23.431
- Čelić 12.083
- Doboj-Istok 10.866
- Gračanica 48.395
- Gradačac 41.836
- Kalesija 36.748
- Kladanj 13.041
- Lukavac 46.731
- Sapna 12.136
- Srebrenik 42.762
- Teočak 7.607
- Tuzla 120.441
- Živinice 61.201

Siehe auch: Orte im Kanton Tuzla

## Geschichte
Der Kanton Tuzla entstand im Jahre 1994, als durch das Abkommen von Washington die Föderation Bosnien und Herzegowina gegründet wurde. Seine heutigen Grenzen erhielt er durch den Dayton-Vertrag von 1995, der die Grenze zwischen der Föderation Bosnien und Herzegowina und der Republika Srpska festlegte.
Außer Banovići, Srebrenik und Živinice haben alle Gemeinden infolge des Daytonabkommens eine territoriale Veränderung erfahren.

## Freizeitmöglichkeiten
In der Gemeinde Lukavac befindet sich der Modrac-See (Modračko jezero).